# Устим Фіц-Кобизевич
Устим Фіц-Кобизевич (д/н — 1578) — райця, бурмистр, субделегат (виконувач обов'язків) війта Києва у 1569 році.

## Життєпис
Його рід мав татарське походження. Син Івана Кобизевича, який, оселившись у Києві в 1-й третині XVI століття і займаючись торгівлею, накопичив значне майно (насамперед будинок на Боричевому Току). Устим продовжив родинну справу, також орендував міські корчми, примножуючи статки батька.
З 1564 року регулярно обирався райцею Київського магістрату. В 1569 році, коли війт Станіслав Соколовський залишив Київ виконував його обов'язки.
1572 року небіж Устима — Микита Богданович-Кобизевич — після загибелі своєї родини від чуми передав Фіц-Кобизевичу під опіку з подальшим правом спадкування усе своє майно, успадковане раніше від Василя і Федора Ходик. У 1575—1578 роках Устим Фіц-Кобизевич обіймав посаду бурмистра.
Заповітом від 21 лютого 1578 року залишив у спадок усе своє майно синові Йову, головною опікункою якого стала Марія Мелешковичова. Помер того ж року, похований у Києво-Печерському монастирі або Свято-Михайлівському Золотоверхому монастирі.

## Родина
1.Дружина — Гашка, донька Андрія Кошколдейовича, райці Київського магістрату
Діти:
- Йов

2. Дружина — Вася (Василина), донька шляхтича Федоря Позняка